# KZ-Außenlager Regensburg

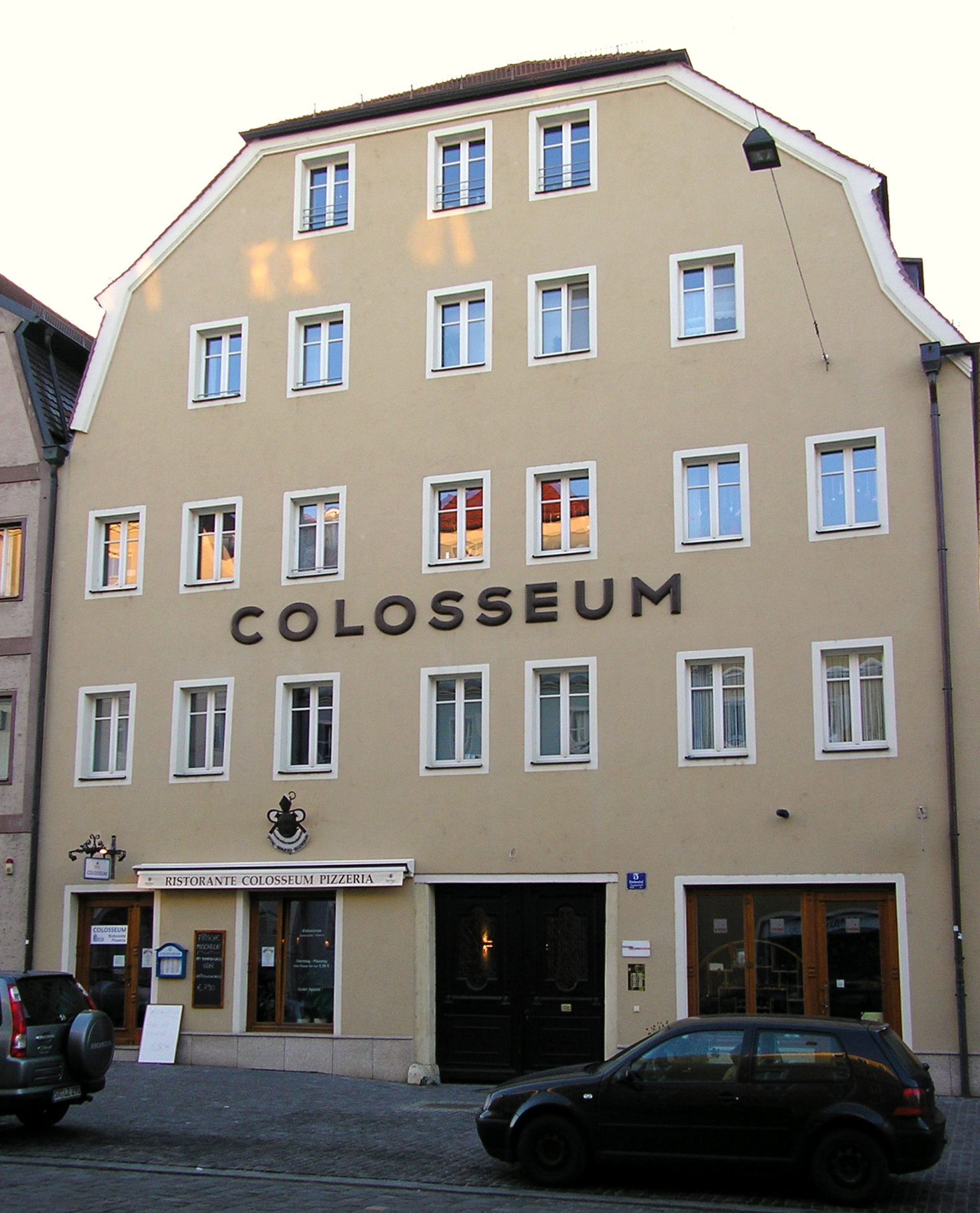
Gebäude des ehemaligen KZ-Außenlagers Colosseum (2011), Stadtamhof 5 (Straßenseite)

Das KZ-Außenlager Regensburg, im damaligen Sprachgebrauch auch Außenkommando Colosseum genannt, wurde als letztes KZ-Außenlager des KZ Flossenbürg im Regensburger Gasthaus „Colosseum“ 1945 errichtet.

## Geschichte
1928 verweigerte der Besitzer des Regensburger Karmelitenbrauerei-Hotels am Dachauplatz 1 Ludwig Bergmann der NSDAP die Vermietung seiner Säle für NSDAP-Parteiveranstaltungen wegen der Beschwerden von jüdischen Hotelgästen. Die Augustinerbrauerei und die Obermünsterbrauerei, Obermünsterstraße 10 schlossen sich der Verweigerung von Sälen an. Auch der Magistrat der Stadt verweigerte die Vermietung des Neuhaussaales im Theater am Bismarckplatz 7 an die NSDAP wegen der geplanten Aufhängung von Schildern Juden haben keinen Zutritt. Daraufhin wich der Regensburger NSDAP-Ortsgruppenleiter Alois Bayer auf die Gasthäuser „Kolosseum“ Stadtamhof 5 und „Zur Glocke“ aus, wo von der NSDAP zum Boykott der „abtrünnigen Gaststätten“ aufgerufen wurde.
Am 19. März 1945 bis zum 23. April 1945 wurde im Gasthaus „Colosseum“ ein provisorisches KZ-Außenlager eingerichtet, das sich im Regensburger Stadtteil Stadtamhof befand, wo rund 400 männliche KZ-Häftlinge zur Ausbesserung von Schäden infolge von Bombardierungen gezwungen wurden. Die Arbeitseinsätze waren hauptsächlich am Bahnhof und auf den Bahnanlagen. Etwa ein Drittel der Häftlinge waren als Juden verfolgte Personen (darunter 67 polnischer und 42 ungarischer Nationalität), 84 der Gefangenen waren „nichtjüdische“ Polen, 63 Russen, 62 Belgier, 25 Franzosen, 22 Deutsche und der Rest setzte sich aus zehn weiteren Nationalitäten zusammen. Die Gefangenen wurden im Tanzsaal im ersten Stock der Gastwirtschaft untergebracht, wo die hygienischen Verhältnisse miserabel waren. Es stand nur eine Toilette und ein Wasserhahn zur Verfügung. Für Kranke und Arbeitsunfähige existierte keine Versorgungsmöglichkeit. Die Verpflegung war unzureichend und bestand einzig aus Brot und Suppe.

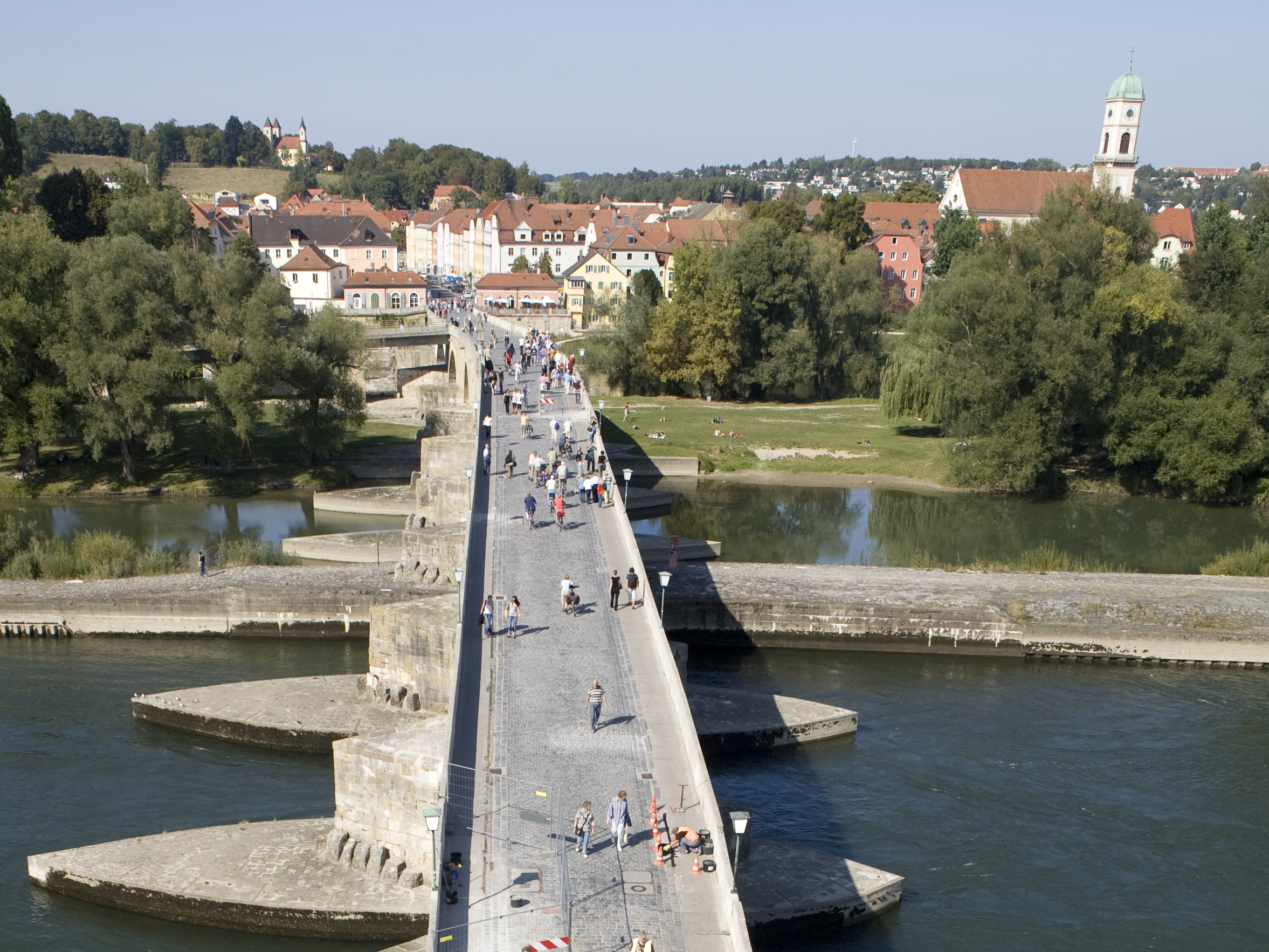
Die Steinerne Brücke

Die Wachmannschaft mit 50 SS-Männern war in der Gaststube im Erdgeschoss untergebracht, darunter befanden sich viele sogenannte Volksdeutsche. Kommandoführer war SS-Oberscharführer Ludwig Plagge, der als einer der „brutalsten und grausamsten SS-Männer“ galt und im Januar 1947 im Krakauer Auschwitzprozess zum Tode verurteilt wurde. Sein Stellvertreter war SS-Oberscharführer Erich Liedtke, der die Häftlinge häufig ohne Anlässe schlug und misshandelte. Die völlig ausgezehrten Gefangenen mussten täglich zwölf Stunden auf dem Bahnhofsgelände nach Luftangriffen die Schäden beseitigen. Hierzu wurden sie jeden Morgen über die Steinerne Brücke und durch die Altstadt Regensburgs getrieben und nach der wegen Blindgängern lebensgefährlichen Arbeit abends wieder zurück. Anderen Angaben zufolge mussten die Gefangenen auch im Regensburger Werk der Messerschmitt GmbH Zwangsarbeit leisten. Unter den SS-Wachen soll sich auch der im Jahr 2011 wegen Beihilfe zum Mord verurteilte John Demjanjuk befunden haben.
In der Nacht zum 23. April 1945 wurde das Lager bis auf 28 Schwerstkranke und einen Toten „evakuiert“. Das heißt, die Gefangenen wurden auf einen Todesmarsch in Richtung Landshut getrieben. Schätzungen zufolge überlebten nur 50 der Häftlinge diesen Marsch, der in Laufen (Salzach) endete, wo eine kleine Gedenkstätte auf die Geschehnisse hinweist.
Die genaue Anzahl der Todesopfer unter den Colosseum-Häftlingen ist nicht bekannt. Im Regensburger Standesamt I sind allein für den Zeitraum zwischen dem 23. März und 10. April 35 Todesfälle verzeichnet worden, eine Gräberliste der Stadt enthält die Namen von 44 Toten. Ein Überlebender des Colosseums schätzte die Zahl der Toten in den fünf Wochen seines Bestehens auf 70 Mann. Von 65 Verstorbenen ist bekannt, dass sie beim Oberen katholischen Friedhof und am Evangelischen Zentralfriedhof in Regensburg begraben wurden, 1955 zum KZ-Friedhof Flossenbürg umgebettet.

## Ermittlungen in der Nachkriegszeit
Die Zentralstelle zur Aufklärung von NS-Verbrechen (Ludwigsburg) ermittelte in den 1960er Jahren wegen der Vorgänge im Colosseum. Die Verfahren wurden später von der Staatsanwaltschaft München I übernommen und in den 1970er Jahren eingestellt.
Nach Kriegsende wurde das „Colosseum“ wieder als Lokal mit Tanzsaal und später als Aufführungsort eines Bauerntheaters genutzt. Im Sommer 2005 ließ ein neuer Besitzer das Gebäude entkernen und errichtete darin eine Gaststätte und eine Wohnanlage.

## Ein benachbartes Nebenlager
Das KZ-Außenlager Obertraubling wurde vom 20. Februar bis 15. April 1945 als Außenlager des Konzentrationslagers Flossenbürg in der Gemeinde Obertraubling, einem südlichen Vorort von Regensburg, auf dem Werksgelände der Messerschmitt AG von der SS betrieben. Es befand sich neben einem Zwangsarbeiterlager im Messerschmitt-Werk. Die völlig ausgezehrten KZ-Häftlinge mussten dort unter Lebensgefahr Schäden an der Landebahn eines Werksflugplatzes reparieren, die bombardiert worden war. Nach einer Gebietsreform bzw. der Eingemeindung von Umlandgemeinden gehört das Areal des einen ehemaligen Zwangsarbeiterlagers, das sogenannte Russenlager II, heute zur Stadt Regensburg.

## Gedenken
Im Oktober 1950 wurde vom damaligen Präsidenten des bayerischen Landesentschädigungsamtes Philipp Auerbach auf dem Evangelischen Zentralfriedhof in Regensburg ein KZ-Ehrenmal für eine unbekannte Vielzahl ausländischer KZ-Häftlinge feierlich eingeweiht. Der Regensburger Oberbürgermeister Zitzler legte einen Kranz nieder. Im Mai 1955 wurden 65 verstorbene KZ-Todesopfer exhumiert und auf den KZ-Friedhof Flossenbürg bei der Kapelle im „Tal des Todes“ umgebettet. Zeitgleich wurden das KZ-Ehrenmal und die dazugehörenden kleinen Steinquader mit der eingravierten Anzahl der Toten und ihrer Nationalität wieder entfernt. Die näheren Hintergründe der Entfernung und der Verbleib des Ehrenmals sind bislang ungeklärt.
Nachdem die Schülerarbeit der Regensburger Berufsfachschule für Wirtschaft mit ihrer Thematisierung des KZ-Außenlagers Colosseum einen zweiten Preis des Schülerwettbewerbs Deutsche Geschichte des Jahres 1982/83 gewonnen hatte, wurde die Frage nach einer angemessenen Gedenkstätte für die Opfer wieder aufgeworfen. In der Schülerarbeit wird eine Gedenktafel am Colosseum angemahnt, die Stadt solle, so das Resümee, die weniger angenehmen Aspekte ihrer Geschichte nicht vergessen oder totschweigen. Obwohl die Stadtverwaltung den Schülern, die zur Umsetzung ihrer Forderung sogar einen Teil des Preisgeldes spendeten, anfangs zusicherte, eine Tafel anbringen zulassen, wurde eine solche bis heute nicht angebracht.
Anfang der 1990er Jahre hatte man dann auf eine überparteiliche Initiative hin eine Gedenktafel zur Erinnerung an das KZ-Außenlager Colosseum angefertigt, die ohne Unterstützung der Stadtverwaltung am Geländer der Steinernen Brücke angebracht wurde. Im Jahr 1994 wurde diese durch einen großen Gedenkstein ersetzt (siehe Foto rechts). Er wurde von der damaligen Oberbürgermeisterin Christa Meier eingeweiht.

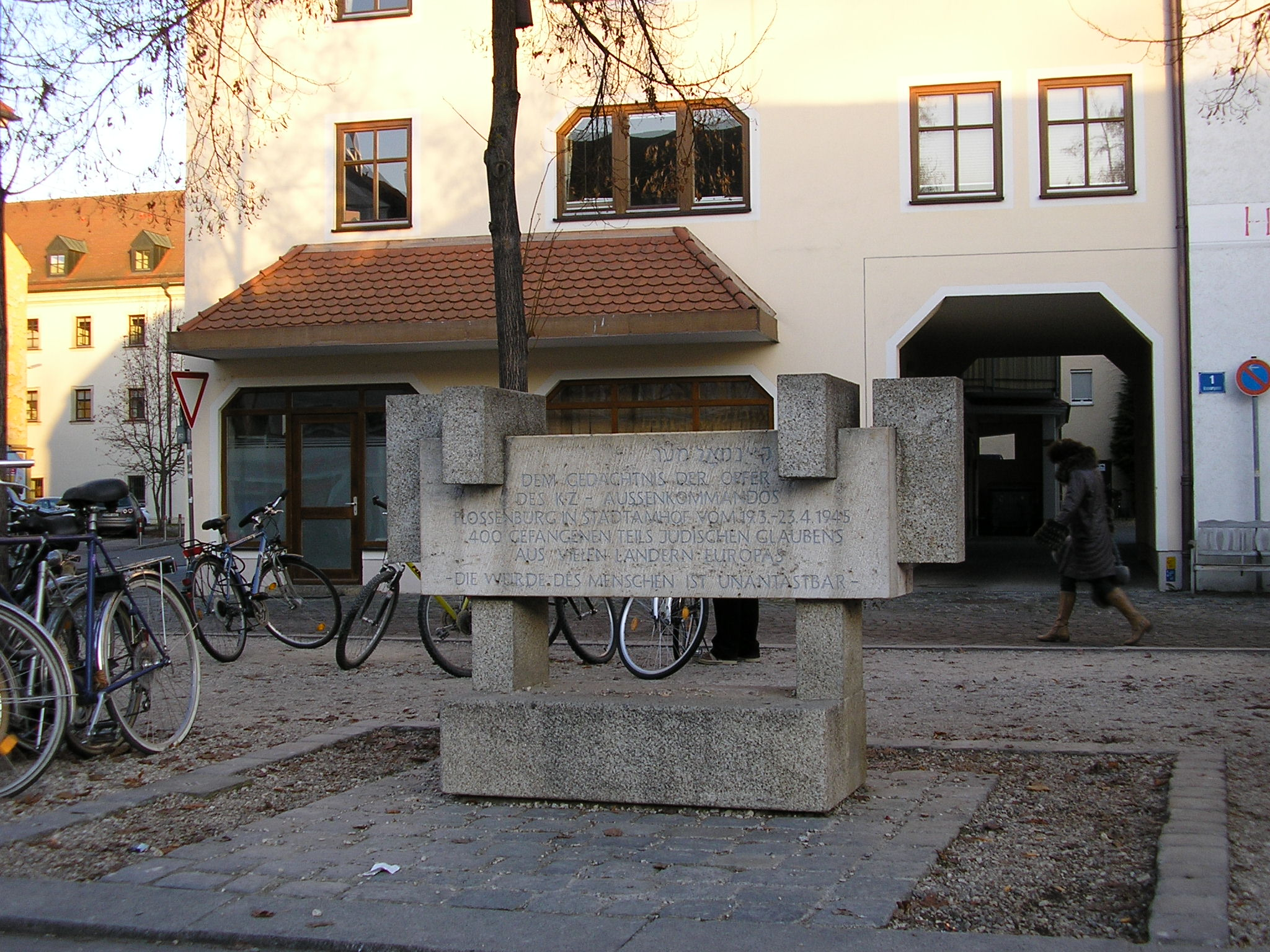
Gedenkstein von 1994

Das abstrakte Werk aus Flossenbürger Granit und Sandstein befindet sich derzeit auf einem freien Platz gegenüber dem Colosseum, allerdings auf der anderen Straßenseite um ca. 40 Meter versetzt. Die eingemeißelte Inschrift vermeidet eine Benennung bzw. die genaue Ortsangabe des ehemaligen Außenlagers Colosseum. Sie trägt folgenden Wortlaut:
Nie wieder [jidd.]

DEM GEDÄCHTNIS DER OPFER

DES KZ–AUSSENKOMMANDOS

FLOSSENBÜRG IN STADTAMHOF VOM 19.3 - 23.4. 1945

400 GEFANGENEN TEILS JÜDISCHEN GLAUBENS

AUS VIELEN LÄNDERN EUROPAS

- DIE WÜRDE DES MENSCHEN IST UNANTASTBAR -
Auf eine Initiative der Regensburger Stadtratsfraktion Die Grünen aus dem Jahr 2008 hin wurde im Auftrag der Stadt Regensburg im April 2011 eine bronzene Bodenplatte vor dem Gebäude des ehemaligen Außenkommandos verlegt. Ihr Schriftzug lautet:
STADTAMHOF 5
IM RÜCKGEBÄUDE DES EHEMALIGEN GAST-

HAUSES COLOSSEUM WAREN IN DEN LETZTEN

WOCHEN DER NATIONALSOZIALISTISCHEN

DIKTATUR, VOM 19. MÄRZ BIS ZUM 23. APRIL

1945, HÄFTLINGE DES KONZENTRATIONS-

LAGERS FLOSSENBÜRG UNTERGEBRACHT.

VOR DEM HAUS MUSSTEN DIE HÄFTLINGE,

DURCH UNTERERNÄHRUNG UND DEMÜTIGUN-

GEN GESCHWÄCHT, ZUM APPELL ANTRETEN.
Der Text entstand unter der Federführung des städtischen Kulturreferats und wurde nach dem Bekanntwerden in einer öffentlichen Debatte als verharmlosend und irreführend kritisiert. Der politisch verantwortliche Kulturausschuss des Regensburger Stadtrates beschloss daraufhin im November 2011, dass das fachlich eigentlich zuständige Kulturreferat eine überparteiliche Arbeitsgruppe einladen soll. Diese soll einen Vorschlag für einen sachgemäßen und gedenkpolitisch sinnvollen Inschriftentext bzw. für ein städtisches Gedenkkonzept bezüglich der NS-Zeit erarbeiten.
Seit Ende der 1990er Jahre gibt es in Regensburg am 23. April einen Gedenkmarsch, der überparteilich von Arbeitsgruppen getragen wird und auch an das Schicksal der Häftlinge des KZ-Außenlagers Colosseum erinnert. Offizielle Vertreter der Stadt Regensburg nehmen daran nicht teil. Vorschläge der ehrenamtlichen Arbeitsgruppen, in einer Veranstaltung gemeinsam mit der Stadt Regensburg aller Opfer des Nationalsozialismus zu gedenken, ignorierte die Stadtverwaltung bislang.